# Paul Overhage
Paul Overhage SJ (* 11. September 1906 in Köln; † 1. August 1979 in Münster) war ein deutscher Jesuit und Autor.

## Leben
1926 trat er in die Gesellschaft Jesu ein und empfing nach den Ausbildungsjahren in Valkeberg 1935 die Priesterweihe. Nach der Promotion 1939 an der Universität Hamburg war er während des Krieges in dem Kölner Haus Seelsorger und Pfarrer in Oebisfelde. Von 1945 bis 1950 war er der erste Direktor der Sankt-Ansgar-Schule. 1950 ging er nach Koblenz in die Männerseelsorge.

## Schriften (Auswahl)
- Heerlen, der städtische Mittelpunkt des südlimburgischen Bergbaugebietes. Landschafts-, Wirtschafts-, Bevölkerungs- und Siedlungsbild. Hamburg 1939, OCLC 252452446.
- Menschenformen im Eiszeitalter. Umwelten, Gestalten, Entwicklungen. Frankfurt am Main 1969, OCLC 925986384.
- Der Affe in dir. Vom tierischen zum menschlichen Verhalten. Frankfurt am Main 1972, ISBN 3-7820-0265-2.
- Die biologische Zukunft der Menschheit. Frankfurt am Main 1977, ISBN 3-7820-0393-4.